# Volta a Turíngia femenina
La Volta a Turíngia femenina (en alemany Thüringen-Rundfahrt der Frauen) és una competició ciclista per etapes femenina que es disputa a l'estat de Turíngia, Alemanya. La cursa es va crear al 1986 amb el nom de Volta a la RDA (DDR Rundfahrt) i no serà fins al 1992 quan adoptà el nom actual. Forma part del calendari de l'UCI.

## Palmarès
| Any                     | Vencedora              | Segona             | Tercera                  |         |
| ----------------------- | ---------------------- | ------------------ | ------------------------ | ------- |
| 1986                    | Hana Chmelarová        | Ildiko Paczova     | Schur Jana               |         |
| 1987                    | Petra Rossner          | Tea Vikstedt-Nyman | Hana Chmelarová          |         |
| 1988                    | Tea Vikstedt-Nyman     | Petra Rossner      | Monique de Bruin         |         |
| 1989                    | Vanessa Van Dijk       | Eva Orvošová       | Angela Kindling          |         |
| 1990-1991: No disputada |                        |                    |                          |         |
| 1992                    | Alena Barillová        | Lenka Ilavská      | Marion Borst             |         |
| 1993                    | Lenka Ilavská          | Alena Barillová    | Claudia Lehmann          |         |
| 1994                    | Alison Dunlap          | Jeanne Golay       | Susanne Ljungskog        |         |
| 1995                    | Laura Charameda        | Elena Ogui         | Sandra Schumacher        |         |
| 1996                    | Ina-Yoko Teutenberg    | Vera Hohlfeld      | Laura Charameda          |         |
| 1997                    | Alessandra Cappellotto | Barbara Heeb       | Monica Valen             |         |
| 1998                    | Edita Pučinskaitė      | Susanne Ljungskog  | Hanka Kupfernagel        |         |
| 1999                    | Hanka Kupfernagel      | Diana Žiliūtė      | Rasa Polikevičiūtė       |         |
| 2000                    | Valentina Karpenko     | Juanita Feldhahn   | Solrun Flatås            |         |
| 2001                    | Mirjam Melchers        | Judith Arndt       | Trixi Worrack            |         |
| 2002                    | Zulfià Zabírova        | Jenny Algelid      | Mirjam Melchers          |         |
| 2003                    | Walentina Polchanowa   | Susanne Ljungskog  | Sara Carrigan            |         |
| 2004                    | Zulfià Zabírova        | Judith Arndt       | Mirjam Melchers          |         |
| 2005                    | Theresa Senff          | Susanne Ljungskog  | Judith Arndt             |         |
| 2006                    | Nicole Cooke           | Amber Neben        | Trixi Worrack            |         |
| 2007                    | Judith Arndt           | Amber Neben        | Noemi Cantele            |         |
| 2008                    | Judith Arndt           | Trixi Worrack      | Grete Treier             |         |
| 2009                    | Linda Villumsen        | Marianne Vos       | Susanne Ljungskog        |         |
| 2010                    | Olga Zabelínskaia      | Edita Pučinskaitė  | Noemi Cantele            |         |
| 2011                    | Emma Johansson         | Amber Neben        | Shara Gillow             |         |
| 2012                    | Judith Arndt           | Trixi Worrack      | Emma Johansson           |         |
| 2013                    | Emma Johansson         | Shara Gillow       | Lisa Brennauer           |         |
| 2014                    | Evelyn Stevens         | Lizzie Armitstead  | Lisa Brennauer           |         |
| 2015                    | Emma Johansson         | Karol-Ann Canuel   | Lauren Stephens          |         |
| 2016                    | Elena Cecchini         | Amanda Spratt      | Ellen van Dijk           |         |
| 2017                    | Lisa Brennauer         | Ellen van Dijk     | Hayley Simmonds          |         |
| 2018                    | Lisa Brennauer         | Ellen van Dijk     | Lucinda Brand            |         |
| 2019                    | Kathrin Hammes         | Pernille Mathiesen | Lourdes Oyarbide Jiménez |         |
| 2020                    | suspesa                | suspesa            | suspesa                  | suspesa |
| 2021                    | Lucinda Brand          | Lotte Kopecky      | Emma Norsgaard           |         |
| 2022                    | Alexandra Manly        | Marta Lach         | Femke Gerritse           |         |
| 2023                    | Lotte Kopecky          | Lorena Wiebes      | Mischa Bredewold         |         |
| 2024                    | Ruth Winder            | Mischa Bredewold   | Brodie Chapman           |         |
| 2025                    | suspesa                | suspesa            | suspesa                  | suspesa |